# Евтино
Е́втино — село в Беловском районе Кемеровской области. Административный центр Евтинского сельского поселения.

## География
Село находится на расстоянии 25 км к востоку от города Белово, административного центра района. Центральная часть населённого пункта расположена на высоте 202 м над уровнем моря.

## Население
| 2010 |
| ---- |
| 941  |

### Половой состав
По данным Всероссийской переписи населения 2010 года, в Село Евтино проживало 941 человек (458 мужчин, 483 женщины).

## Организации
В селе расположен детский дом, дом культуры, школа, детский сад, библиотека.